# Reese Witherspoon
Reese Witherspoon (Nova Orleans, 22 de març de 1976) és una actriu de cinema i productora estatunidenca. Aconseguí el seu primer paper protagonista amb el film Man in the Moon el 1991 i participà a Freeway el 1996. El 1998 rodà tres pel·lícules importants Overnight Delivery, Pleasantville i Twillight. L'any següent la seva interpretació a Election li valgué la nominació a un Globus d'Or. El 2001 interpretaria un dels seus personatges més coneguts en la cinta Legally Blonde i la seva seqüela de 2003 que també produiria.
El 2005 guanyà una gran notorietat en aconseguir l'Oscar a la millor actriu, el Globus d'Or a la millor actriu musical o còmica i el BAFTA a la millor actriu per la seva interpretació de June Carter Cash a la pel·lícula A la corda fluixa.

## Biografia

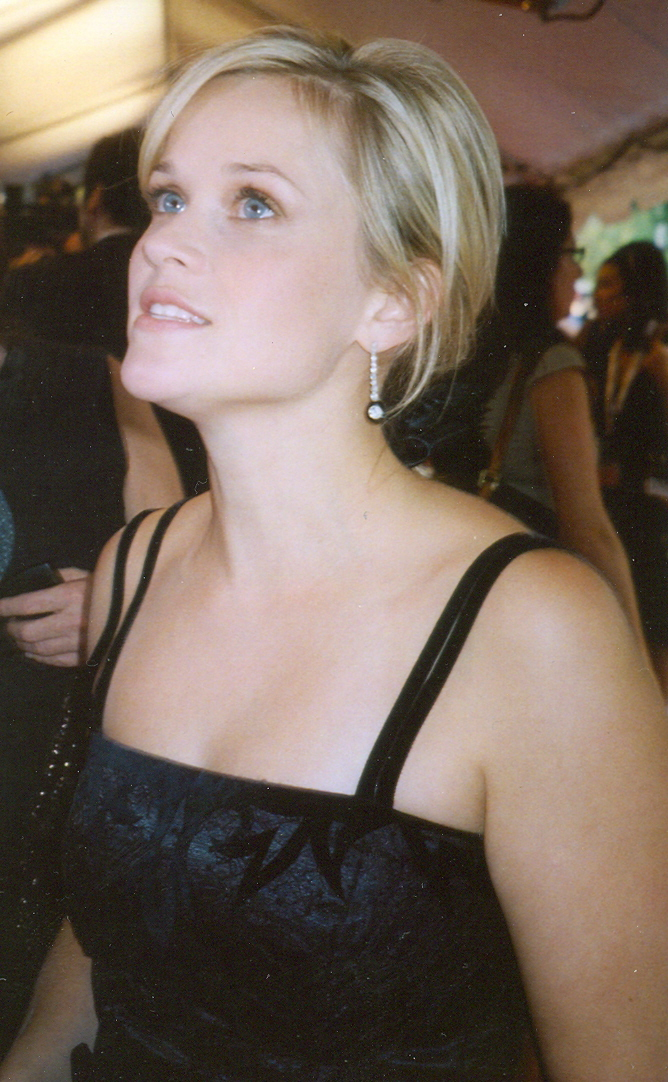
Reese Witherspoon el 2005

Reese Witherspoon és la segona filla de John i Betty Witherspoon, de la família de John Witherspoon, que va signar la Declaració d'Independència dels Estats Units d'Amèrica. El seu pare era cirurgià militar especialitzat en otorrinolaringologia i la seva mare infermera. Passa els quatre primers anys de la seva vida a Wiesbaden a Alemanya on el seu pare estava destinat en aquell temps. Després la família torna als Estats Units i s'instal·la a Nashville (Tennessee).
Des dels 7 anys, comença a posar per a revistes, després fa publicitat per a televisions locals. Als 11 anys, guanya un concurs de joves talents.
El 1990, als 14 anys, obté el seu primer gran paper a The Man in the Moon . El seu paper de noia discapacitada és ben acollit. Aviat, obté papers en pel·lícules més importants com  Jack the Bear  i Kalahari  el 1993.
Diplomada el 1994 en una escola per a noies de Nashville, decideix aparcar la seva carrera per estudiar literatura anglesa a la Universitat Stanford. Però enyora els projectors, i accepta dos papers a grans pel·lícules: Fear (1996) amb Mark Wahlberg (amb qui va sortir un temps) i Freeway amb Kiefer Sutherland. Encara que cap no tingui un gran èxit, és localitzada per Hollywood i obté de nou grans papers a Pleasantville (1998),  Election  (1999), Sexe intentions (1999) i Aigua per a elefants amb Robert Pattinson el 2011.
El seu paper més conegut és el de l'advocada Ella Woods en la comèdia Legally Blonde (2001) que la propulsa cap al firmament de Hollywood, i l'any següent, Sweet Home Alabama confirma la seva popularitat.
El 5 de març de 2006, en la 78a cerimònia dels Oscar a Hollywood, Reese Witherspoon rep l'Oscar a la millor actriu per a la seva actuació a Walk the Line, la pel·lícula de James Mangold sobre Johnny Cash, on interpreta el personatge de la cantant de country June Carter Cash.
Entre les actrius més populars de la seva generació, és la musa de la marca de cosmètics Avon - el novembre de 2009, Avon ha llançat el perfum «In Bloom by Reese Witherspoon».

## Vida privada
Reese va conèixer l'actor Ryan Phillippe el dia del seu 21è aniversari, el març de 1997. Es prometen el desembre de 1998 i es casen el 5 de juny de 1999 a Charleston a Carolina del Sud. Han tingut dos fills: una noia, Ava Elizabeth Phillippe (nascuda el 9 de setembre de 1999) i un fill, Deacon Reese Phillippe (nascut el 23 d'octubre de 2003). L'octubre de 2006, Reese i Ryan anuncien la seva separació. El mes següent, la parella anuncia que estan en procediment de divorci citant "diferències irreconciliables". El seu divorci va finalitzar l'octubre de 2007.
El 2007, Reese comença una relació amorosa amb l'actor Jake Gyllenhaal. La parella se separa el desembre de 2009.
El febrer de 2010, Reese comença a sortir amb Jim Toth. Anuncien el seu matrimoni el desembre de 2010 i es casen el 26 de març de 2011 a Ojai (Califòrnia). El març de 2012, ha estat anunciat que Reese està embarassada del seu primer fill junts - serà el tercer de Reese i el primer amb Jim.
És una gran seguidora i amiga de l'actriu Jennifer Aniston.

## Filmografia

### Cinema
| Any  | Pel·lícula                                                     | Paper                       | Notes                                                                                             |
| ---- | -------------------------------------------------------------- | --------------------------- | ------------------------------------------------------------------------------------------------- |
| 1991 | Man in the Moon                                                | Dani Trent                  |                                                                                                   |
| 1993 | A Far Off Place                                                | Nonnie Parker               |                                                                                                   |
| 1993 | Jack the Bear                                                  | Karen Morris                |                                                                                                   |
| 1994 | La síndrome de Madison Heights (S.F.W.)                        | Wendy Pfister               |                                                                                                   |
| 1996 | Tensió a l'autovia (Freeway)                                   | Vanessa Lutz                | Premi d'interpretació femenina al Festival internacional de cinema de Catalunya                   |
| 1996 | Fear                                                           | Nicole Walker               |                                                                                                   |
| 1998 | Twilight                                                       | Mel Ames                    |                                                                                                   |
| 1998 | Overnight Delivery                                             | Ivy Miller                  |                                                                                                   |
| 1998 | Pleasantville                                                  | Jennifer                    |                                                                                                   |
| 1999 | Intencions perverses (Cruel Intentions)                        | Annette Hargrove            |                                                                                                   |
| 1999 | Election                                                       | Tracey Flick                | Nominació − Globus d'Or a la millor actriu musical o còmica                                       |
| 1999 | Best Laid Plans                                                | Lissa                       |                                                                                                   |
| 2000 | American Psycho                                                | Evelyn Williams             |                                                                                                   |
| 2000 | Little Nicky                                                   | Holly                       |                                                                                                   |
| 2001 | Una rossa molt legal (Legally Blonde)                          | Elle Woods                  | Nominació − Globus d'Or a la millor actriu musical o còmica                                       |
| 2001 | The Trumpet of the Swan                                        | Terry L. Noss               | Veu                                                                                               |
| 2002 | La importància de ser franc (The Importance of Being Earnest)  | Cecily Cardrew              |                                                                                                   |
| 2002 | Sweet Home Alabama                                             | Melanie Smooter             |                                                                                                   |
| 2003 | Una rossa molt legal 2 (Legally Blonde 2: Red, White & Blonde) | Elle Woods                  |                                                                                                   |
| 2004 | Vanity Fair                                                    | Becky Sharp                 |                                                                                                   |
| 2005 | A la corda fluixa (Walk the Line)                              | June Carter                 | Oscar a la millor actriu Globus d'Or a la millor actriu musical o còmica BAFTA a la millor actriu |
| 2005 | Just Like Heaven                                               | Elizabeth                   |                                                                                                   |
| 2006 | Penelope                                                       | Annie                       |                                                                                                   |
| 2007 | Rendition                                                      | Isabella Fields El-Ibrahimi |                                                                                                   |
| 2008 | Com a casa, enlloc (Four Christmases)                          | Kate                        |                                                                                                   |
| 2009 | Monstres contra alienígenes                                    | Susan Murphy / Ginormica    | Veu                                                                                               |
| 2010 | Com saps si...?                                                | Lisa                        |                                                                                                   |
| 2011 | Aigua per a elefants                                           | Marlena                     |                                                                                                   |
| 2012 | This Means War                                                 | Lauren Scott                |                                                                                                   |
| 2012 | Mud                                                            | Juniper                     |                                                                                                   |
| 2014 | Devil's Knot                                                   | Pamela Hobbs                |                                                                                                   |
| 2014 | Wild                                                           | Cheryl Strayed              | Nominació − Globus d'Or a la millor actriu dramàtica Nominació − BAFTA a la millor actriu         |
| 2014 | The Good Lie                                                   | Carrie Davis                |                                                                                                   |
| 2014 | Inherent Vice                                                  | Penny Kimball               |                                                                                                   |
| 2015 | Hot Pursuit                                                    | Rose Cooper                 |                                                                                                   |
| 2016 | Sing                                                           | Rosita                      | Veu                                                                                               |
| 2017 | Home Again                                                     |                             |                                                                                                   |
| 2018 | A Wrinkle in Time                                              | Mrs. Whatsit                |                                                                                                   |

### Productora
- 2003: Una rossa molt legal 2
- 2006: Penelope

### Televisió

#### Telefilms
- 1991: Wildflower de Diane Keaton: Ellie Perkins
- 1992: Desperate Choices: To Save My Child: Cassie Robbins
- 1993: Return to Lonesome Dove: Ferris Dunnigan

#### Sèries TV
- 2000: Friends: Jill Green, la germana petita de Rachel (temporada 6, episodis 13 i 14)
- 2017: Big Little Lies: Madeline Martha Mackenzie i també productora.
- 2019: The Morning Show: Bradley Jackson i també productora.